# Петер Цанев
Петер Кънчев Цанев е български художник и изкуствовед, професор в Националната художествена академия.

## Биография
Роден е на 29 юни 1967 г. в Габрово. Син на прочутия резбар и скулптор проф. Кънчо Цанев и брат на доц. Роберт Цанев. Завършва НХА, специалност Графика (1992). Доцент по методика на обучението по изобразително изкуство (2003). Професор по психология на изкуството и ръководител на катедра „Психология на изкуството, художествено образование и общообразователни дисциплини“ на НХА (2011).
Доктор по история на изкуството с дисертация на тема „Универсални мотиви в изкуството през погледа на детската рисунка“ (1999). Доктор на изкуствознанието с дисертация на тема „Психологически подходи в изкуствознанието през ХХ век. Основни въпроси, идеи и изследователски методи“ (2009).
Хоноруван професор по теория на изкуството във Великотърновския университет „Св. св. Кирил и Методий“.
Хоноруван професор по дисциплината „Окото и картината“ в магистърска програма Философска антропология във Философския факултет на СУ „Климент Охридски“ (2016 – 2019).
Член на Съюза на българските художници.
Гост-редактор е на специален брой на списание Arts (MDPI), посветен на „Теорията на изкуството и психологическата естетика“ (2022).
Главен редактор е на международното списание „Изкуство в психологията“ (2019 – 2024).
Главен редактор е на академичното списание „Психология на изкуството“ (ArtPsychology.net) (2009 – 2024).

## Самостоятелни изложби
- Жертви на декориране, галерия „XXL“, София, 2002.[7]
- Халюциниращи обекти, галерия „Салон 77“, Ниш, Сърбия, 2005.
- Упражнения по съвършенство, галерия „Ирида“, Пловдив, 2006.
- Ектопластични рисунки и инсталации, Национална галерия за съвременно изкуство „Шипка 6“, София, 2009.[8][9]
- Непредвидимо прозрачен. Хетерохронни инсталации, галерия „Ателие Пластелин“, София, 2010.
- Инструменти на съпричастност, галерия „Райко Алексиев“, София, 2011.[10][11][12]
- Инструменти на съпричастност, галерия „Рафаел Михайлов“, Велико Търново, 2011.
- Скрити източници, галерия „Аросита“, София, 2011.[13][14][15]
- Несчупени инструменти, галерия „Източен 48“, Пловдив, 2012.[16]
- Екскурсивни обекти. Галерия Credo Bonum, София (2018)[17][18]
- Преустановяване на обекта. Гьоте институт, София (2015)[19]
- Out-of-Body Experience. Галерия + 359, София (2018)[20]
- Ectoplasticones (Ектопластикони). Галерия Харта, София (2023)[21]

## Кураторски проекти
- „Visual Immortality“, Второ международно биенале на съвременното изкуство, Шумен (2004)
- „Машини за живопис. Антагонизми на абстрактното производство“, Шипка 6, София (2010)
- „Библиотеката – сили на анонимност“, Галерия „София Прес“, София (2012)
- „Невидимите монументи – недокоснатите тела на града“, Парк Дондуков, Пловдив (2013)
- (заедно със Станислав Памукчиев) „Неразказаната абстракция“, Галерия на СБХ, София (2014)[22][23]
- „Скулптурният обект като зрител“, Галерия „Васка Емануилова“, София (2016)
- „Свет(л)oотражения“, Ретроспективна изложба на Венцеслав Костов, Галерия Credo Bonum (2017)
- (заедно със Станислав Памукчиев и Кирил Василев) „Спорът за реалността“, Галерия на СБХ, София (2017)[24]
- (заедно със Станислав Памукчиев) „Невидимото. Визуализации отвъд паметта, въображението и симулираната реалност“ Галерия „Райко Алексиев“, София (2020)[25][26]